# Magnolia scortechinii
Magnolia scortechinii là một loài thực vật có hoa trong họ Magnoliaceae. Loài này được (King) Figlar & Noot. mô tả khoa học đầu tiên năm 2004.